# Naiskos

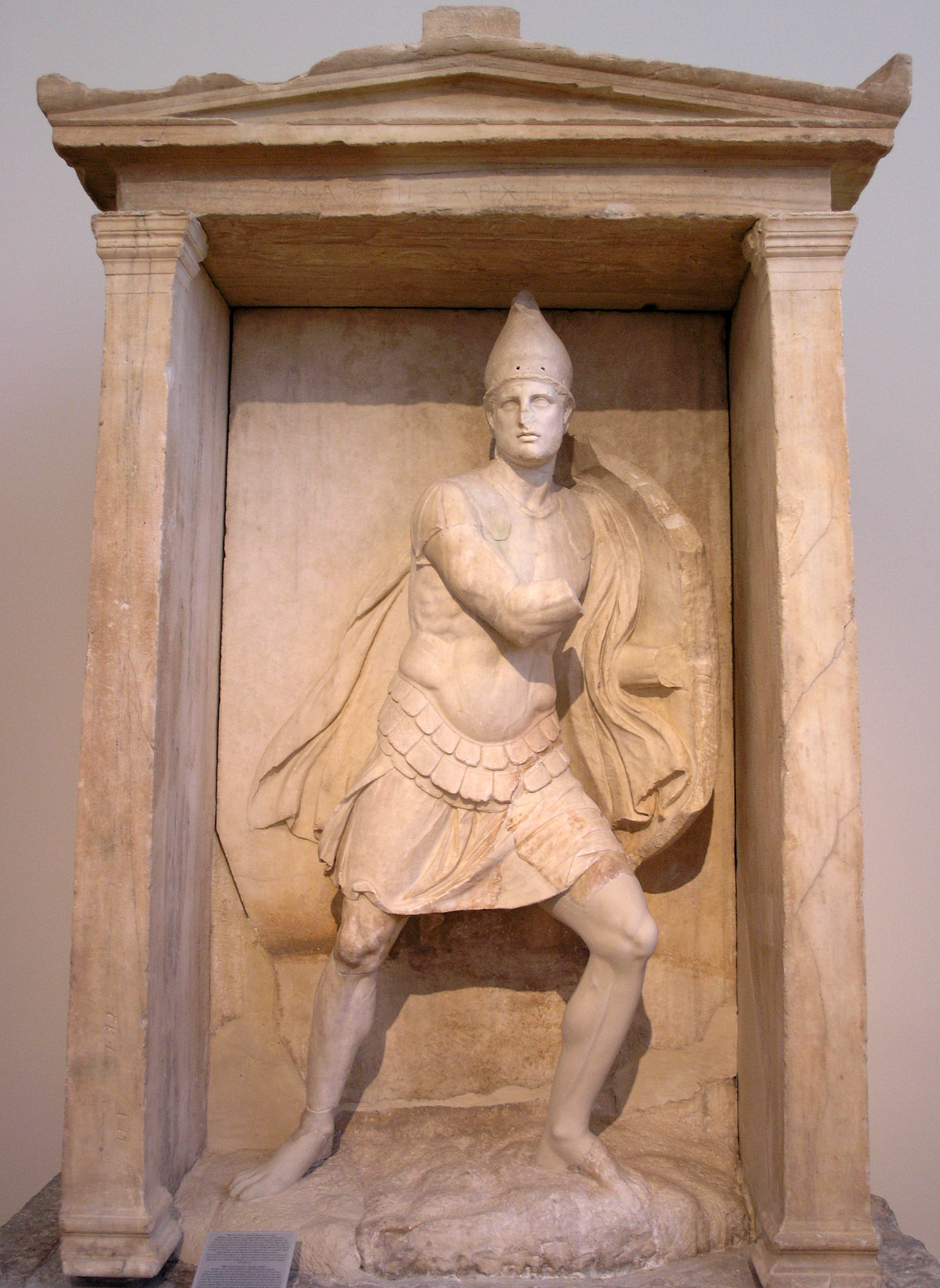
Naiskos funerari en marbre del soldat Aristonautes. Necròpoli del Ceràmic d'Atenes (350 aC - 325 aC)

El naiskos (en grec: ναΐσκος, templet; etimologia: νάος; diminutiu de naos, temple) és un petit temple o templet d'ordre clàssic amb columnes o pilars i frontó.
Sovint és utilitzat com a motiu artístic. No és estrany a l'art antic. Es pot trobar en l'arquitectura dels temples com a Egira o a l'oracle d'Apol·lo a Brankídia i especialment en l'arquitectura funerària dels cementiris de l'antiga Àtica com en relleus de tombes o petits santuaris com l'exemple del Ceràmic, d'Atenes i a les pintures de ceràmiques de figures negres i vermelles, com lutròfors i lècits. Encara que aquests vasos que mostren naiskos (plural, naiskoi) són de retrats d'homes que van morir, manquen de columnes i són pròpiament esteles de tombes.
També existeixen naiskoi del tipus figuretes i del tipus de templets en terracota, molts d'ells conservats al Museu del Louvre a París. Tots els naiskos, en qualsevol part, tenen un rerefons religiós, especialment amb relació al culte funerari grec.
Un estil similar, anomenat edicle, s'observa en l'art de l'antiga Roma.